# Yunfu
Yunfu léase Yin-Fu (en chino, 云浮市; pinyin, Yúnfú shì)  es una ciudad-prefectura en la Provincia de Cantón, República Popular de China. Limita al norte con Zhaoqing, al sur con Yangjiang,al oeste con Yulin  y al este con Foshan. Su área es de 7785 km² y su población en 2018 superó los 2,5 millones  de habitantes.

## Administración
Yunfu se divide en 5 localidades que se administran en administra en 2 distritos urbanos, 1 ciudad suburbana y 2 condados. 
- Distrito Yuncheng 云城区
- Distrito Yun'an 云安县
- Ciudad Luoding 罗定市
- Condado Xinxing 新兴县
- Condado Yunan 郁南县

## Clima
El clima de Yunfu se considera subtropical y disfruta de un clima agradable, caracterizado por temperaturas suaves, precipitaciones abundantes y sol, con una temperatura media anual de 22 °C, la precipitación media anual es de 1,670.5 mm y las horas de sol anuales en promedio es de 1418. Está nublado y seco en primavera, cálido y lluvioso en el verano, frío en otoño, y seco y soleado en invierno.
| Parámetros climáticos promedio de Yunfu (1981−2010) | Parámetros climáticos promedio de Yunfu (1981−2010) | Parámetros climáticos promedio de Yunfu (1981−2010) | Parámetros climáticos promedio de Yunfu (1981−2010) | Parámetros climáticos promedio de Yunfu (1981−2010) | Parámetros climáticos promedio de Yunfu (1981−2010) | Parámetros climáticos promedio de Yunfu (1981−2010) | Parámetros climáticos promedio de Yunfu (1981−2010) | Parámetros climáticos promedio de Yunfu (1981−2010) | Parámetros climáticos promedio de Yunfu (1981−2010) | Parámetros climáticos promedio de Yunfu (1981−2010) | Parámetros climáticos promedio de Yunfu (1981−2010) | Parámetros climáticos promedio de Yunfu (1981−2010) | Parámetros climáticos promedio de Yunfu (1981−2010) |
| Mes                                                 | Ene.                                                | Feb.                                                | Mar.                                                | Abr.                                                | May.                                                | Jun.                                                | Jul.                                                | Ago.                                                | Sep.                                                | Oct.                                                | Nov.                                                | Dic.                                                | Anual                                               |
| --------------------------------------------------- | --------------------------------------------------- | --------------------------------------------------- | --------------------------------------------------- | --------------------------------------------------- | --------------------------------------------------- | --------------------------------------------------- | --------------------------------------------------- | --------------------------------------------------- | --------------------------------------------------- | --------------------------------------------------- | --------------------------------------------------- | --------------------------------------------------- | --------------------------------------------------- |
| Temp. máx. abs. (°C)                                | 28.7                                                | 32.6                                                | 34.0                                                | 35.0                                                | 36.1                                                | 37.5                                                | 38.3                                                | 39.1                                                | 38.1                                                | 35.3                                                | 33.3                                                | 29.6                                                | '                                                   |
| Temp. máx. media (°C)                               | 18.2                                                | 18.9                                                | 21.8                                                | 26.2                                                | 30.1                                                | 32.2                                                | 33.5                                                | 33.2                                                | 31.5                                                | 28.9                                                | 24.6                                                | 20.4                                                | 26.6                                                |
| Temp. media (°C)                                    | 13.2                                                | 14.7                                                | 17.7                                                | 22.1                                                | 25.4                                                | 27.4                                                | 28.3                                                | 28.0                                                | 26.4                                                | 23.4                                                | 18.8                                                | 14.5                                                | 21.7                                                |
| Temp. mín. media (°C)                               | 9.8                                                 | 11.7                                                | 14.8                                                | 19.2                                                | 22.2                                                | 24.2                                                | 24.7                                                | 24.6                                                | 23.0                                                | 19.6                                                | 14.7                                                | 10.5                                                | 18.3                                                |
| Temp. mín. abs. (°C)                                | 1.0                                                 | 2.1                                                 | 2.9                                                 | 8.6                                                 | 13.3                                                | 17.8                                                | 20.9                                                | 21.9                                                | 15.1                                                | 9.3                                                 | 3.8                                                 | -1.3                                                | '                                                   |
| Precipitación total (mm)                            | 49.1                                                | 64.3                                                | 82.4                                                | 165.5                                               | 224.1                                               | 227.9                                               | 208.5                                               | 236.9                                               | 180.9                                               | 72.3                                                | 38.6                                                | 29.7                                                | 1580.2                                              |
| Humedad relativa (%)                                | 78                                                  | 82                                                  | 84                                                  | 85                                                  | 83                                                  | 83                                                  | 81                                                  | 82                                                  | 80                                                  | 76                                                  | 73                                                  | 73                                                  | 80                                                  |
| Fuente: China Meteorological Data Service Center    |                                                     |                                                     |                                                     |                                                     |                                                     |                                                     |                                                     |                                                     |                                                     |                                                     |                                                     |                                                     |                                                     |